# Palpita grandifalcata
Palpita grandifalcata là một loài bướm đêm trong họ Crambidae.